# Assia El Hannouni
Assia El Hannouni, née le 30 mai 1983 à Dijon, est une athlète handisport française.

## Biographie
Après avoir commencé sa carrière sportive en 1999, elle perd progressivement la vue à cause d'une maladie dégénérative (rétinite pigmentaire). Son investissement sportif l'aide à se surpasser et à dépasser son handicap. Elle obtient des premiers résultats lors des Championnats de France d'athlétisme en 2002 puis lors Championnats du monde d'athlétisme 2003 à Paris où des compétitions handisport étaient organisées.
Mais, c'est surtout lors des Jeux paralympiques d'été 2004 qu'elle atteint son sommet : elle remporte 4 médailles d'or sur 100 mètres, 200 mètres, 400 mètres et 800 mètres.
Elle a également fait partie de la délégation des athlètes lors de la soutenance de Paris 2012 à Singapour pour l'obtention des Jeux olympiques d'été de 2012, jeux qui ont finalement été attribués à Londres.
Lors des jeux paralympiques de Pékin, dont elle a été la porte-drapeau de la sélection française lors de la cérémonie d'ouverture, elle participe à quatre épreuves. Pour la première de celle-ci, le 800 mètres, elle est devancée par la Tunisienne Somaya Bousaïd. Malgré une très forte déception, elle se reprend et remporte le 400 mètres, puis échoue de nouveau face à la Tunisienne lors de la finale du 1 500 mètres, remportant toutefois sa deuxième médaille d'argent. Elle remporte ensuite le 200 mètres, établissant également un nouveau record du monde de la discipline.
Après avoir arrêté sa carrière après les jeux de Pékin, elle renoue avec la compétition. Lors des Jeux paralympiques 2012 de Londres, elle remporte le 400 mètres, remportant ainsi son troisième titre consécutif sur cette distance. Elle remporte ensuite le 200 mètres, distance qu'elle avait également remportée en 2004 et 2008, en établissant un nouveau record du monde de la discipline pour sa catégorie de handicap, T12, avec le temps de 24 s 46. Sur la troisième distance qu'elle dispute, le 100 mètres, elle termine deuxième de sa demi-finale derrière la Chinoise Zhou Guohua dans le temps 12 s 34. Ce temps, qui constitue son record personnel, ne lui permet pas de se qualifier pour la finale, seuls les vainqueurs des trois demi-finales et le meilleur temps étant qualifiés,.
Ses résultats lui valent d'être élevées au titre d'Officier de la Légion d'honneur le 31 décembre 2012, cet honneur faisant suite au titre de Chevalier de la Légion d'Honneur. Elle est aussi élevé au rang d'Officier de l'ordre national du Mérite le 14 novembre 2008.
En 2013, un gymnase est nommé en son honneur à Asnières.
Passionnée de foot, c'est une fidèle supportrice de l'Olympique lyonnais.[réf. nécessaire]

## Polémique
À l'issue des Jeux Paralympiques de 2008, Assia El Hannouni exprime en direct sur France 2 sa déception de ne pas avoir vu le gouvernement et Nicolas Sarkozy soutenir les athlètes paralympiques de la même manière que les sportifs olympiques : « Ça faisait partie de son discours avant les présidentielles, qu'il considérait les personnes handicapées comme les personnes valides. Là, je me rends compte qu'il n'a pas eu du tout d'intérêt pour les Jeux paralympiques. ». Sur RMC, elle enfonce le clou : « Quand je vois qu'aux JO, Monsieur Nicolas Sarkozy arrive pour la cérémonie d'ouverture pour les valides alors que Monsieur est en vacances… Nous, personne n'est venu nous voir. ». Ou encore : « On n'a pas les mêmes droits que les athlètes valides. On est en 2008 : il faudrait que ça se bouge enfin ! (…) Qui aura le courage et le culot de vouloir faire avancer les choses ? Aujourd'hui, on ne sait pas… ». L'UMP répond alors que c'est le service public de France Télévision qui fait de la discrimination. Philippe Juvin, secrétaire national du parti a notamment regretté « l'absence » de retransmissions en direct.

## Palmarès
- Jeux paralympiques d'été de 2004
  -  médaille d'or et record du Monde sur 100 mètres
  -  médaille d'or et record du Monde sur 200 mètres
  -  médaille d'or et record du Monde sur 400 mètres
  -  médaille d'or et record du Monde sur 800 mètres
- Jeux paralympiques d'été de 2008
  -  médaille d'or et record du Monde sur 200 mètres
  -  médaille d'or sur 400 mètres
  -  médaille d'argent du 800 mètres
  -  médaille d'argent du 1 500 mètres
- Jeux paralympiques d'été de 2012
  -  médaille d'or et record du Monde sur 200 mètres
  -  médaille d'or sur 400 mètres
- Championnats du monde IAFF d'athlétisme
  -  médaille d'argent sur  200 mètres en 2003 à Paris Saint-Denis
- Championnats du monde d'athlétisme
  -  médaille d'or sur 200 mètres en 2011 à Christchurch[16]
  -  médaille d'or sur 400 mètres en 2011 à Christchurch
  -  médaille d'or sur 400 mètres en 2006 à Assen
  -  médaille d'or sur 800 mètres en 2006 à Assen
  -  médaille d'argent sur 400 mètres en 2002 à Villeneuve-d'Ascq
  -  médaille de bronze sur 200 mètres en 2002 à Villeneuve-d'Ascq
- Championnats d'Europe d'athlétisme
  -  médaille d'or sur 200 mètres en 2005 à Espoo
  -  médaille d'or sur 400 mètres en 2005 à Espoo
  -  médaille d'or sur 800 mètres en 2005 à Espoo
  -  médaille d'or sur 400 mètres en 2003 à Assen
  -  médaille d'or sur 800 mètres en 2003 à Assen
  -  médaille d'argent sur 200 mètres en 2003 à Assen

## Distinctions
- Chevalière de la Légion d'honneur en 2004
- Officière de l'ordre national du Mérite en 2008
- Officière de la Légion d'honneur en 2013